# Maculinea amurensis
Maculinea amurensis är en fjärilsart som beskrevs av Tutt 1914. Maculinea amurensis ingår i släktet Maculinea och familjen juvelvingar. Inga underarter finns listade i Catalogue of Life.